# 丁酸苯甲酸雌二醇/苯甲孕酮
丁酸苯甲酸雌二醇/苯甲孕酮，也称为苯甲酸丁酸雌二醇/双羟孕酮缩苯乙酮，缩写为EBB/DHPA，以商品名Neolutin N、Redimen、Soluna和Unijab出售，是一种复合注射避孕药，主要在秘鲁和新加坡使用。它含有丁酸苯甲酸雌二醇(EBB，一种雌激素）和苯甲孕酮（DHPA，一种孕激素）。该药物每月一次通过肌肉注射给药。

## 医疗用途
EBB/DHPA用作每月一次的复方注射避孕药，用于预防女性怀孕。

### 可用形式
EBB/DHPA含有10毫克的EBB和150毫克的DHPA。

## 药理学

### 药效学
EBB/DHPA据说具有相对较弱的雌激素活性，并被描述为“孕激素为主”。

### 药代动力学
据说EBB的持续时间比庚酸雌二醇短，约为3周。开发EBB/DHPA是因为人们认为EBB的持续时间比庚酸雌二醇/苯甲孕酮中的庚酸雌二醇更适合用作每月一次的复方注射避孕药。

## 社会和文化

### 商品名
EBB/DHPA的商品名为Neolutin N、Redimen、Soluna和Unijab。它最初以暂定品牌名Unimens开发，但最终并未以该特定品牌名销售。

### 可用性
EBB/DHPA仅在秘鲁和新加坡提供。

## 常见
- 复方注射避孕药（英语：Combined injectable birth control）
- 庚酸雌二醇/苯甲孕酮（英语：Estradiol enantate/algestone acetophenide）
- 性激素复方制剂列表（英语：List of combined sex-hormonal preparations）